# Koneksjonalizm
Koneksjonalizm, także Ustrój konferencyjny – jeden z występujących w protestantyzmie ustrojów kościelnych (form organizacji), obok episkopalnego, prezbiteriańskiego i kongregacjonalnego. Stworzony został przez anglikańskiego pastora Johna Wesleya – ojca metodyzmu – skąd przyjął się jako obowiązujący w większości metodystycznych kościołów, w tym także w największym z nich – Zjednoczonym Kościele Metodystycznym i jego polskim odpowiedniku – Kościele Ewangelicko-Metodystycznym w RP.

## Charakterystyka
Zgodnie z definicją przyjętą przez Zjednoczony Kościół Metodystyczny, w ustroju konferencyjnym wszyscy przywódcy i zbory są połączone zależnościami lojalności i zobowiązań, których celem jest wzajemne wsparcie na różnych szczeblach kościelnej hierarchii.
Zgodnie np. z Księgą Dyscypliny Afrykańskiego Episkopalnego Kościoła Metodystycznego (s. 55–59), zasada koneksjonalizmu oznacza m.in., że budynki kościelne choć są utrzymywane przez zbory lokalne, należą jednak do całego wyznania jako dobro wspólne, wszystkie lokalne zbory są zobowiązane do uczestnictwa w konferencjach dorocznych, a pastorzy mogą służyć zborowi tylko po uprzednim zamianowaniu przez swojego biskupa.

## Wpływ
Metodystyczny koneksjonalizm miał zasadniczy wpływ na powstanie i ukształtowanie się  struktury Kościoła Adwentystów Dnia Siódmego.